# Igreja da cidade dos sonhos
A Igreja da cidade dos sonhos (em inglês:   Dream City Church) é uma megaigreja pentecostal multissítio com sede em Phoenix, EUA, afiliada com as Assembleias de Deus. Conta com o pastor sênior Luke Barnett.

## História

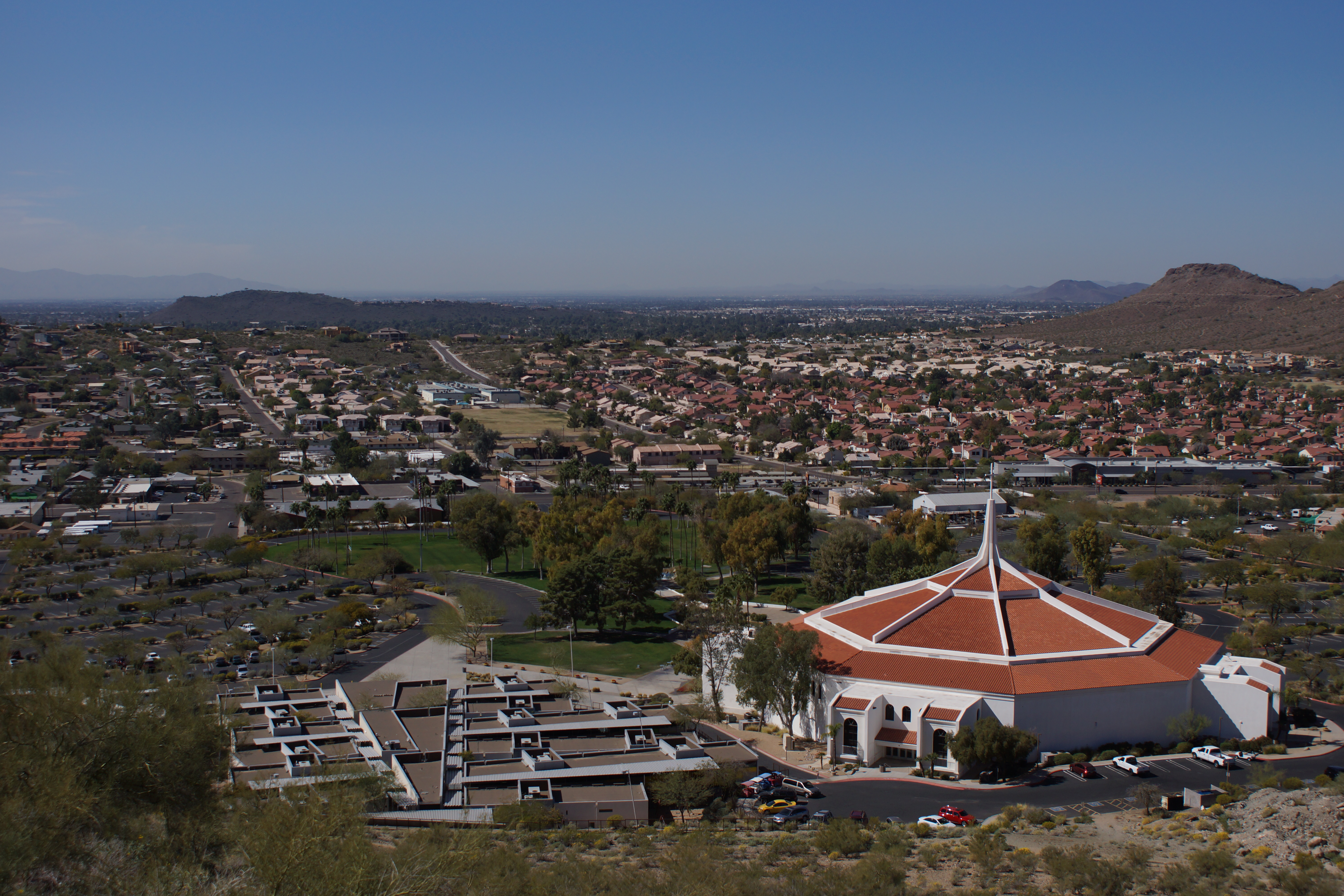
Campus de Dream City Church Phoenix

A igreja foi fundada em 1923 sob o nome de Phoenix First Assembly. 
Em 1979, Tommy Barnett se tornou o pastor sênior. 
Em 2011, Luke Barnett se tornou o pastor sênior. 
Em 2011, o atendimento era de 10,000. 
Em 2013, o atendimento era de 22,500. 
Em novembro de 2015, a igreja abriu um campus em Scottsdale. Em 2015, a Phoenix First Assembly levou o nome de Dream City Church. Em fevereiro de 2016, a Community Church of Joy, uma antiga igreja luterana localizada em Glendale, Arizona fundiu-se com a Dream City Church. Em 2022, ela abriu 8 campus em diferentes cidades.

## Programas sociais
A igreja é parceira do Dream Center em Phoenix, Los Angeles e Nova York, uma organização que oferece um banco alimentar, roupas e programas de assistência a vítimas de desastres, vítimas de violência doméstica, toxicodependência e tráfico de seres humanos e reclusos. 